# 삼체현

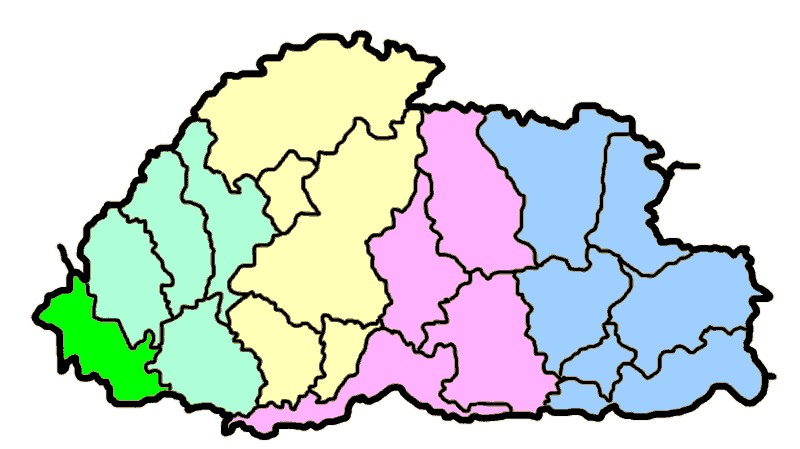
삼체 현의 위치

삼체현(종카어: བསམ་རྩེ་རྫོང་ཁག་)은 부탄을 구성하는 20개 현(종카그) 가운데 하나로, 현청 소재지는 삼체이며 면적은 1,725km2, 인구는 60,100명(2005년 기준)이다. 15개 게워그(바라, 비루, 차르가레이, 쳉마리, 덴추카, 도로카, 둥토에, 레헤레니, 파글리, 삼체, 십수, 타딩, 텐두, 우겐체, 요에셀체)를 관할한다.
활석과 백운암 등 많은 지하 자원이 매장되어 있으며 카다멈과 오렌지 등 대표적인 농산물이 생산된다.

## 같이 보기
- 종카그